# Il cuore della foresta
Il cuore della foresta (Heartwood) è un film statunitense del 1998 diretto da Lanny Cotler.

## Trama
Un ragazzo e una ragazza trascorrono una splendida vita in una foresta del Nord della California. L'atmosfera selvatica fa nascere in loro un sentimento di amore. I due però non sanno che nella parte più profonda e insidiosa della foresta giace un segreto che cambierà per sempre la loro vita.